# Imes Borges Da Silva
Imes Borges Da Silva (ur. 23 lutego 1992) – lekkoatletka z Timoru Wschodniego, biegaczka średnio i długodystansowa.
Podczas halowych igrzysk azjatyckich (2007) zajęła 7. miejsce w biegu na 1500 metrów oraz nie ukończyła biegu na 3000 metrów.
Na mistrzostwach Azji juniorów (2008) zajęła 6. miejsce na 3000 metrów oraz 5. na 5000 metrów.

## Rekordy życiowe
- Bieg na 1500 metrów (hala) – 5:11,99 (2007) rekord Timoru Wschodniego[2]